# 吴德理
吴德理（1879年—1953年5月），又名德礼、定球，浙江玉环干江村人，中华人民共和国烈士。

## 生平
早年下海捕鱼，后购置木帆船从事运输。1950年代，国民党残部对玉环进行骚扰，并占领外部岛屿。进驻的中国人民解放军开始准备登岛作战，吴德理担任驾船教练。1953年5月29日，中国人民解放军华东海军二十七师、公安第十七师、第二十军第六十师联合攻占鸡山、洋屿、大鹿、小鹿岛。吴德理承担子弹运送任务，在第三次运送途中，船至洋屿岛附近，吴德理肩胛中弹，但仍坚持掌舵靠岸。因多处负伤流血过多牺牲，葬于干江上栈头村上沙角头山麓。1953年7月，经中央人民政府批准为革命烈士。1959年6月，玉环烈士陵园建成，立墓碑纪念。